# Національна дорога 40 (Польща)
Національна дорога 40 (пол. Droga krajowa nr 40, DK40, також Судецька траса) — національна дорога класу G протяжністю 102,777 км, що проходить через Опольське та Сілезьке воєводства. Пролягає від кордону з Чехією в Глухолазах до Писковіце, де закінчується, перетинаючи національну дорогу № 94 і воєводську дорогу 901. Це важливе транспортне сполучення, оскільки воно з'єднує зону Верхньосілезького промислового району з промислово розвиненими районами Кендзежин-Козьлого та Прудницького повітів та польсько-чеським кордоном. Автомагістраль A4 і національну дорогу 88 на перехресті «Лани» перетинає без зіткнень. Вона була створена шляхом об'єднання кількох колишніх національних доріг.
Майже по всій протяжності дорожнє покриття в хорошому стані.

## Допустиме навантаження на вісь
З 13 березня 2021 року на дорогах дозволено рух транспортних засобів з навантаженням на одну ведучу вісь до 11,5 тонн.

### До 13 березня 2021 року
Раніше на державну дорогу № 40 діяли обмеження щодо допустимого навантаження на одну вісь:
| Знак | Допустиме навантаження | Ділянка                                                                                 |
| ---- | ---------------------- | --------------------------------------------------------------------------------------- |
| DK40 | до 11,5 тонн           | державний кордон — Глухолази — Пруднік — Кендзежин-Козле — Лани (A4 — розв'язка «Лани») |
| DK40 | до 8 тонн              | Лани (A4 — розв'язка «Лани») — Писковіце (94)                                           |

До 2017 року ділянка від державного кордону до розв'язки Лани була дозволена для інтенсивного руху з навантаженням на одну вісь не більше 10 тонн.

## Зміна пробігу
Генеральна дирекція національних доріг і автострад відкрила для водіїв нову південну об'їзну дорогу Кендзежин-Козле. Ця об'їзна дорога пролягає через район Ренська-Весь та південну околицю Кендзежина-Козьле. Довжина 5 км. У наступні роки планується будівництво північного обходу Кендзежина до кордону з Сілезьким воєводством.

## Важливі міста вздовж маршруту DK40
- Глухолази (DW411) — кордон з Чехією
- Прудник (DK41, DW414) — об'їзна
- Лясковіце (DW417)
- Глогувек (DW416) — планована об'їзна[10][11]
- Венкшиці (DW411)
- Ренська-Весь (DK38, DK45, DW418)
- Кендзежин-Козле (DW410, DW418, DW423) — об'їзд[12][13][14][15]
- Уязд (DW426) — об'їзна[12]
- Лани (A4, DK88)
- Невеше (DW907)
- Писковіце (DK94, DW901)